# الغارة على السفارة العراقية في باكستان 1973
يشير اكتشاف الأسلحة في السفارة العراقية في باكستان عام 1973 إلى نزاع مسلح بين باكستان والسفارة العراقية في إسلام آباد. انتهى النزاع بعملية عسكرية خاصة ناجحة بقيادة مجموعة الخدمات الخاصة التابعة للجيش الباكستاني و حراس باكستان شبه العسكريين. في أعقاب الحادث، تم طرد السفير العراقي وموظفيه من باكستان باعتبارهم أشخاصًا غير مرغوب فيه.

## الخلفية
العلاقات بين الانفصاليين البلوش ودولة العراق لها جذور تاريخية وكانت قوية قبل غزو الولايات المتحدة للعراق. بعد حرب عام 1971، تعاون العراق مع الاتحاد السوفيتي لإطلاق عملية سرية لتوفير المساعدات العسكرية للقوميين البلوشيين في باكستان وإيران. كان الهدف من هذا التمرين هو زعزعة استقرار البلدين من خلال مساعدة الأحزاب البلوشية المنشقة في نضالها للحصول على الاستقلال عن الدولتين الباكستانية والإيرانية. بقيت العملية ناجحة خلال أوائل السبعينيات، لكنها فشلت في النهاية عندما كان هناك نزاع بين القادة الوطنيين المشاركين في هذه العملية. وقع الخلاف عندما رفض زعماء البلوش غوش بخش بيزنجو وعطا الله منغال من حزب عوامي الوطني قبول مطالب أكبر بوجتي بتأسيس نفسه حاكماً لمقاطعة بلوشستان.

## العملية
في منتصف ليلة 9 فبراير 1973، أخبر أكبر خان بوجتي السلطات الباكستانية عن شحنة أسلحة تم تهريبها من الاتحاد السوفيتي بمساعدة عراقية. وذكر أنه تم حفظ الأسلحة في السفارة العراقية في إسلام آباد. في 10 فبراير 1973، بدأت السلطات الباكستانية في إعداد عملية عسكرية سريعة. بعد ساعات محدودة من التخطيط، قادت عملية عسكرية مجموعة الخدمات الخاصة برفقة حراس باكستان شبه العسكريين لاقتحام السفارة العراقية. في أعقاب هذا الحادث، عثرت السلطات على 300 سلاح رشاش سوفيتي مع 50,000 طلقة ذخيرة وكمية كبيرة من المال كان من المقرر توزيعها على الجماعات الانفصالية البلوشية.

## العواقب
بعد هذا الحادث، زار القائد الوطني شير محمد المري بغداد. ذكرت الصحف أن الأسلحة كانت تهدف إلى منح الانفصاليين البلوشيين في كل من باكستان وإيران لإذكاء التوترات بين الدولتين والقبائل المنشقة. بعد بضعة أشهر، أفيد أيضًا أنه في الواقع، لم يتم العثور على الأسلحة في السفارة العراقية ولكن في القنصلية العراقية في كراتشي. توقعت بعض السلطات أن اكتشاف هذه الأسلحة سيحظى بدعم أكبر للحكومة من الجماعات العرقية الأخرى في البلاد. كما تم شن عملية عسكرية في بلوشستان بعد وقت قصير من هذا الحادث. انتهت عملية مكافحة التمرد أخيرًا في عام 1977 بعد انتهاء التمرد في بلوشستان. ومع هذه النكسة، استمر العراق في دعم الأنشطة السرية لتمكين القوميين البلوشيين وزعزعة استقرار باكستان.